# Lista oznaczeń Kitai
Lista oznaczeń Kitai - lista zawiera wszystkie znane oznaczenia Kitai nadane samolotom Sił Powietrznych Japońskiej Armii Cesarskiej.

## Objaśnienie
Począwszy od 1932 wszystkie nowe samoloty zamawiane przez Armię otrzymały oznaczenie „Ki” (od słowa kitai - dosłownie „kadłub”) z unikalnym numerem kolejnym, samoloty będące już w służbie zostały w taki sam sposób oznaczone retrospektywnie.  Numery Ki były przyznawane nowym konstrukcjom w porządku numerycznym aż do 1944 kiedy zdecydowano przyznawać losowo wybrane numery w celach dezinformacyjnych. 
Numery Kitai przyznawane były prawie wyłącznie samolotom, inne typy konstrukcji lotniczych miały zazwyczaj przyznawane inne oznaczenia:
- szybowce otrzymywały oznaczenia „Ku” (garuda)
- wiatrakowce otrzymywały oznaczenia „Ku” (kazaguruma)
- pociski i samoloty doświadczalne otrzymywały nieregularne oznaczenia

Począwszy od 1927 wszystkie będące w służbie samoloty Armii otrzymały długie oznaczenie łąące rok ich wejścia do służby („wzór”) i krótki opis samolotu.  Numer wzoru bazował na roku, według kalendarza japońskiego, w którym dany model wszedł do służby.  Do roku 2599 (1939 w kalendarzu gregoriańskim) używano dwóch ostatnich cyfr, samoloty przyjęte w roku 2600 (1940) oznaczane były jako „wz. 100”, a samoloty przyjęte do służby począwszy od 2601 (1941) otrzymywały tylko ostatnią, pojedynczą cyfrę roku.  W pełnym tłumaczeniu długiej nazwy występuje zawsze słowo „Armii” wskazujące na to, że samolot powstał na potrzeby Armii, a nie Sił Powietrznych Marynarki Wojennej, np. Lekki bombowiec Armii wz. 97 (Mitsubishi Ki-30), w poniższym zestawieniu słowo to zostało pominięty w celu zwiększenia czytelności i uniknięcie powtórzeń.
Nazwy własne (popularne) nadane były tylko głównym, najbardziej popularnym modelom samolotów Armii w celu budowania entuzjazmu i morale wśród ludności cywilnej.  W odróżnieniu od systemu Marynarki, nazwy własne samolotów Armii były przyznawane bez żadnego klucza.
Najbardziej znane i najczęściej spotykane samoloty japońskie otrzymały amerykańskie nazwy kodowe używane przez Aliantów w czasie wojny.

## Lista oznaczeń Kitai
| Oznaczenie cyfrowe | Producent  | Długa nazwa                                                  | Uwagi                                               | Nazwa popularna | Amerykańska nazwa kodowa |
| ------------------ | ---------- | ------------------------------------------------------------ | --------------------------------------------------- | --------------- | ------------------------ |
| Ki-1               | Mitsubishi | Ciężki samolot bombowy wz. 93                                |                                                     |                 |                          |
| Ki-2               | Mitsubishi | Dwusilnikowy lekki samolot bombowy wz. 93                    | Licencyjny Junkers K 37                             |                 |                          |
| Ki-3               | Kawasaki   | Jednosilnikowy lekki samolot bombowy wz. 93                  |                                                     |                 |                          |
| Ki-4               | Nakajima   | Samolot rozpoznawczy wz. 94                                  |                                                     |                 |                          |
| Ki-5               | Kawasaki   | Eksperymentalny samolot myśliwski                            | Kilka wersji                                        |                 |                          |
| Ki-6               | Nakajima   | Samolot szkolno-treningowy wz. 95-2                          | Licencyjny Fokker Super Universal                   |                 |                          |
| Ki-7               | Mitsubishi | Eksperymentalny samolot szkolenia załóg                      |                                                     |                 |                          |
| Ki-8               | Nakajima   | Eksperymentalny dwumiejscowy samolot myśliwski               |                                                     |                 |                          |
| Ki-9               | Tachikawa  | Samolot szkolenia pośredniego wz. 95-1                       |                                                     |                 |                          |
| Ki-10              | Kawasaki   | Samolot myśliwski wz. 95                                     |                                                     |                 | Perry                    |
| Ki-11              | Nakajima   | Eksperymentalny samolot myśliwski                            |                                                     |                 |                          |
| Ki-12              | Nakajima   | Eksperymentalny samolot myśliwski                            | Projekt, niezbudowany                               |                 |                          |
| Ki-13              | Nakajima   | Eksperymentalny samolot towarzyszący                         | Projekt, niezbudowany                               |                 |                          |
| Ki-14              | Mitsubishi | Eksperymentalny samolot towarzyszący                         | Projekt, niezbudowany                               |                 |                          |
| Ki-15              | Mitsubishi | Samolot rozpoznawczy dowództwa                               |                                                     |                 | Babs                     |
| Ki-16              | Nakajima   | Eksperymentalny samolot transportowy                         | Projekt, niezbudowany                               |                 |                          |
| Ki-17              | Tachikawa  | Samolot szkolenia podstawowego wz. 95-3                      |                                                     |                 | Cedar                    |
| Ki-18              | Mitsubishi | Eksperymentalny samolot myśliwski                            |                                                     |                 |                          |
| Ki-19              | Nakajima   | Eksperymentalny ciężki samolot bombowy                       |                                                     |                 |                          |
| Ki-20              | Mitsubishi | Ciężki samolot bombowy wz. 92                                | Zaprojektowany przez Junkersa jako K 51             |                 |                          |
| Ki-21              | Mitsubishi | Ciężki samolot bombowy wz. 97                                |                                                     |                 |                          |
| Ki-22              | Kawasaki   | Eksperymentalny ciężki samolot bombowy                       | Projekt, niezbudowany                               |                 |                          |
| Ki-23              | Fukuda     | Szybowiec szkoleniowy                                        | Fukuda Ku-7                                         |                 |                          |
| Ki-24              | Tachikawa  | Podstawowy szybowiec                                         |                                                     |                 |                          |
| Ki-25              | Tachikawa  | Eksperymentalny szybowiec                                    | Szybowiec szkoleniowy                               |                 |                          |
| Ki-26              | Tachikawa  | Eksperymentalny szybowiec                                    | Szybowiec szkoleniowy                               |                 |                          |
| Ki-27              | Nakajima   | Samolot myśliwski wz. 97                                     |                                                     |                 | Clint                    |
| Ki-28              | Kawasaki   | Eksperymentalny samolot myśliwski                            |                                                     |                 |                          |
| Ki-29              | Tachikawa  | Eksperymentalny lekki bombowiec                              | Projekt, niezbudowany                               |                 |                          |
| Ki-30              | Mitsubishi | Lekki samolot bombowy wz. 97                                 |                                                     |                 | Ann                      |
| Ki-31              | Nakajima   | Eksperymentalny lekki bombowiec                              | Projekt, niezbudowany                               |                 |                          |
| Ki-32              | Kawasaki   | Lekki samolot bombowy wz. 98                                 |                                                     |                 |                          |
| Ki-33              | Mitsubishi | Eksperymentalny myśliwiec                                    | Zmodernizowany Mitsubishi A5M                       |                 |                          |
| Ki-34              | Nakajima   | Samolot transportowy wz. 97                                  |                                                     |                 | Thora                    |
| Ki-35              | Mitsubishi | Eksperymentalny samolot towarzyszący                         | Projekt, niezbudowany                               |                 |                          |
| Ki-36              | Tachikawa  | Samolot towarzyszący wz. 98                                  |                                                     |                 | Ida                      |
| Ki-37              | Nakajima   | Eksperymentalny myśliwiec dwusilnikowy                       |                                                     |                 |                          |
| Ki-38              | Kawasaki   | Eksperymentalny myśliwiec dwusilnikowy                       |                                                     |                 |                          |
| Ki-39              | Mitsubishi | Eksperymentalny myśliwiec dwusilnikowy                       |                                                     |                 |                          |
| Ki-40              | Mitsubishi | Eksperymentalny samolot rozpoznawczy                         |                                                     |                 |                          |
| Ki-41              | Nakajima   | Eksperymentalny szybki samolot transportowy                  | Projekt, niezbudowany                               |                 |                          |
| Ki-42              | Mitsubishi | Eksperymentalny bombowiec                                    | Projekt, niezbudowany                               |                 |                          |
| Ki-43              | Nakajima   | Samolot myśliwski wz. 1                                      |                                                     | Hayabusa (隼)   |                          |
| Ki-44              | Nakajima   | Jednoosobowy samolot myśliwski wz. 2                         |                                                     | Shoki (鍾馗)    | Tojo                     |
| Ki-45              | Kawasaki   | Dwusilnikowy samolot myśliwski wz. 2                         |                                                     | Toryu (屠龍)    |                          |
| Ki-46              | Mitsubishi | Samolot rozpoznawczy wz. 100                                 |                                                     |                 | Dinah                    |
| Ki-47              | Mitsubishi | Eksperymentalny lekki samolot bombowy                        | Projekt, niezbudowany                               |                 |                          |
| Ki-48              | Kawasaki   | Dwusilnikowy lekki samolot bombowy wz. 99                    |                                                     |                 |                          |
| Ki-49              | Nakajima   | Ciężki samolot bombowy wz. 100                               |                                                     | Donryu (呑龍)   | Helen                    |
| Ki-50              | Mitsubishi | Eksperymentalny ciężki samolot bombowy                       | Projekt, niezbudowany                               |                 |                          |
| Ki-51              | Mitsubishi | Samolot szturmowy                                            |                                                     |                 | Sonia                    |
| Ki-52              | Nakajima   | Eksperymentalny bombowiec nurkujący                          | Projekt, niezbudowany                               |                 |                          |
| Ki-53              | Nakajima   | Eksperymentalny dwusilnikowy samolot myśliwski               | Projekt, niezbudowany                               |                 |                          |
| Ki-54              | Tachikawa  | Samolot szkolno-treningowy i transportowy wz. 1              |                                                     |                 | Hickory                  |
| Ki-55              | Tachikawa  | Samolot szkolenia zaawansowanego                             |                                                     |                 | Ida                      |
| Ki-56              | Kawasaki   | Samolot transportowy zaopatrzenia wz. 1                      |                                                     |                 |                          |
| Ki-57              | Mitsubishi | Samolot transportowy wz. 100                                 |                                                     |                 | Topsy                    |
| Ki-58              | Nakajima   | Eksperymentalny myśliwiec eskortujący                        |                                                     |                 |                          |
| Ki-59              | Kokusai    | Samolot transportowy wz. 1                                   |                                                     |                 | Theresa                  |
| Ki-60              | Kawasaki   | Eksperymentalny samolot myśliwski                            |                                                     |                 |                          |
| Ki-61              | Kawasaki   | Samolot myśliwski wz. 3                                      |                                                     | Hien (飛燕)     | Peggy                    |
| Ki-62              | Nakajima   | Eksperymentalny samolot myśliwski                            |                                                     |                 |                          |
| Ki-63              | Nakajima   | Eksperymentalny samolot myśliwski                            | Projekt, niezbudowany                               |                 |                          |
| Ki-64              | Kawasaki   | Eksperymentalny szybki samolot myśliwski                     |                                                     |                 |                          |
| Ki-65              | Mansyu     | Eksperymentalny samolot myśliwski                            | Projekt, niezbudowany                               |                 |                          |
| Ki-66              | Kawasaki   | Eksperymentalny bombowiec nurkujący                          |                                                     |                 |                          |
| Ki-67              | Mitsubishi | Ciężki samolot bombowy wz. 4                                 |                                                     | Hiryu (飛龍)    |                          |
| Ki-68              | Nakajima   | Eksperymentalny samolot bombowy dalekiego zasięgu            |                                                     |                 |                          |
| Ki-69              | Mitsubishi | Eksperymentalny myśliwiec eskortowy                          |                                                     |                 |                          |
| Ki-70              | Tachikawa  | Eksperymentalny szybki samolot rozpoznawczy dowództwa        |                                                     |                 | Clara                    |
| Ki-71              | Mansyu     | Eksperymentalny samolot rozpoznania taktycznego              |                                                     |                 |                          |
| Ki-72              | Tachikawa  | Eksperymentalny samolot towarzyszący                         |                                                     |                 |                          |
| Ki-73              | Mitsubishi | Eksperymentalny samolot myśliwski                            |                                                     |                 | Steve                    |
| Ki-74              | Tachikawa  | Eksperymentalny wysokościowy bombowiec dalekiego zasięgu     |                                                     |                 | Pat, Patsy               |
| Ki-75              | Nakajima   | Eksperymentalny dwusilnikowy, wysokościowy samolot myśliwski | Projekt, niezbudowany                               |                 |                          |
| Ki-76              | Kokusai    | Samolot towarzyszący wz. 3                                   |                                                     |                 | Stella                   |
| Ki-77              | Tachikawa  | Doświadczalny samolot wysokościowy                           |                                                     |                 |                          |
| Ki-78              | Kawasaki   | Doświadczalny szybko samolot                                 |                                                     |                 |                          |
| Ki-79              | Mansyu     | Samolot szkolenia zaawansowanego wz. 2                       |                                                     |                 |                          |
| Ki-80              | Nakajima   | Eksperymentalny myśliwiec wielomiejscowy                     |                                                     |                 |                          |
| Ki-81              | Kawasaki   | Eksperymentalny myśliwiec wielomiejscowy                     |                                                     |                 |                          |
| Ki-82              | Nakajima   | Eksperymentalny samolot bombowy                              |                                                     |                 |                          |
| Ki-83              | Mitsubishi | Eksperymentalny samolot myśliwski dalekiego zasięgu          |                                                     |                 |                          |
| Ki-84              | Nakajima   | Samolot myśliwski wz. 4                                      |                                                     | Hayate (疾風)   |                          |
| Ki-85              | Kawasaki   | Eksperymentalny samolot bombowy dalekiego zasięgu            |                                                     |                 |                          |
| Ki-86              | Kokusai    | Samolot szkolenia podstawowego wz. 4                         |                                                     |                 |                          |
| Ki-87              | Nakajima   | Eksperymentalny myśliwiec wysokościowy                       |                                                     |                 |                          |
| Ki-88              | Kawasaki   | Eksperymentalny samolot myśliwski                            |                                                     |                 |                          |
| Ki-89              | Kawasaki   | Samolot doświadczalny                                        | Projekt, niezbudowany                               |                 |                          |
| Ki-90              | Mitsubishi | Eksperymentalny samolot bombowy                              | Projekt, niezbudowany                               |                 |                          |
| Ki-91              | Kawasaki   | Eksperymentalny ciężki samolot bombowy                       |                                                     |                 |                          |
| Ki-92              | Tachikawa  | Eksperymentalny samolot transportowy                         |                                                     |                 |                          |
| Ki-93              | Rikugun    | Eksperymentalny ciężki samolot myśliwski                     |                                                     |                 |                          |
| Ki-94              | Tachikawa  | Eksperymentalny myśliwiec wysokościowy                       |                                                     |                 |                          |
| Ki-95              | Mitsubishi | Eksperymentalny samolot zwiadowczy dowództwa                 |                                                     |                 |                          |
| Ki-96              | Kawasaki   | Eksperymentalny myśliwiec dwusilnikowy                       |                                                     |                 |                          |
| Ki-97              | Mitsubishi | Eksperymentalny samolot transportowy                         |                                                     |                 |                          |
| Ki-98              | Mansyu     | Eksperymentalny samolot szturmowy                            |                                                     |                 |                          |
| Ki-99              | Mitsubishi | Eksperymentalny samolot myśliwski krótkiego zasięgu          | Projekt, niezbudowany                               |                 |                          |
| Ki-100             | Kawasaki   | Samolot myśliwski wz. 5                                      |                                                     |                 |                          |
| Ki-101             | Nakajima   | Eksperymentalny dwusilnikowy myśliwiec nocny                 |                                                     |                 |                          |
| Ki-102             | Kawasaki   | Samolot szturmowy wz. 4                                      |                                                     |                 |                          |
| Ki-103             | Mitsubishi | Eksperymentalny samolot myśliwski                            |                                                     |                 |                          |
| Ki-104             | Tachikawa  | Eksperymentalny samolot myśliwski                            |                                                     |                 |                          |
| Ki-105             | Kawasaki   | Eksperymentalny samolot transportowy                         |                                                     | Ohtori (鳳)     | Eve                      |
| Ki-106             | Tachikawa  | Eksperymentalny samolot myśliwski                            |                                                     |                 |                          |
| Ki-107             | Koku Tokyo | Eksperymentalny samolot szkolenia podstawowego               |                                                     |                 |                          |
| Ki-108             | Kawasaki   | Eksperymentalny myśliwiec wysokościowy                       |                                                     |                 |                          |
| Ki-109             | Mitsubishi | Eksperymentalny myśliwiec przechwytujący                     |                                                     |                 |                          |
| Ki-110             | Tachikawa  | Eksperymentalny samolot transportowy                         |                                                     |                 |                          |
| Ki-111             | Tachikawa  | Eksperymentalny samolot transportowy                         |                                                     |                 |                          |
| Ki-112             | Mitsubishi | Eksperymentalny myśliwiec wielomiejscowy                     |                                                     |                 |                          |
| Ki-113             | Nakajima   | Eksperymentalny samolot myśliwski                            |                                                     |                 |                          |
| Ki-114             | Tachikawa  | Eksperymentalny samolot transportowy                         |                                                     |                 |                          |
| Ki-115             | Nakajima   | Samolot do ataków specjalnych                                | Kamikaze                                            | Tsurugi (剣)    |                          |
| Ki-116             | Mansyu     | Eksperymentalny samolot myśliwski                            |                                                     |                 |                          |
| Ki-117             | Nakajima   | Eksperymentalny samolot myśliwski                            |                                                     |                 |                          |
| Ki-118             | Mitsubishi | Eksperymentalny samolot myśliwski                            |                                                     |                 |                          |
| Ki-119             | Kawasaki   | Eksperymentalny lekki samolot bombowy                        |                                                     |                 |                          |
| Ki-120             | Nieznany   | Eksperymentalny samolot transportowy                         | Projekt, niezbudowany                               |                 |                          |
| Ki-128             | Nieznany   | Nieznana                                                     | Prawdopodobnie myśliwiec lub samolot kamikaze       |                 |                          |
| Ki-148             | Kawasaki   | Pocisk kierowany Igo-1-B                                     |                                                     |                 |                          |
| Ki-167             | Nieznany   | Nieznana                                                     | Prawdopodobnie samolot szkolenia pośredniego Mansyu |                 |                          |
| Ki-174             | Kawasaki   | Eksperymentalny samolot do ataków specjalnych                | Kamikaze                                            |                 |                          |
| Ki-200             | Mitsubishi | Eksperymentalny rakietowy myśliwiec przechwytujący           |                                                     | Shusui (秋水)   |                          |
| Ki-201             | Nakajima   | Eksperymentalny myśliwiec do ataków specjalnych              | Kamikaze                                            | Karyu (火龍)    |                          |
| Ki-202             | Rigugun    | Eksperymentalny rakietowy myśliwiec przechwytujący           |                                                     |                 |                          |
| Ki-203             | Nakakima   | Eksperymentalny samolot do ataków specjalnych                |                                                     |                 |                          |